# Kommunalvalen i Sverige 2002
Kommunalvalen i Sverige 2002 genomfördes söndagen den 15 september 2002. Vid detta val valdes kommunfullmäktige för mandatperioden 2002–2006 i samtliga 289 kommuner. Val hölls också till kommunfullmäktige i den blivande Knivsta kommun, som utbröts ur Uppsala kommun den 1 januari 2003.

## Valresultat
| Parti                | Parti                    | Röster             | Röster | Röster | Mandatfördelning | Mandatfördelning |
| Parti                | Parti                    | Antal              | %      | +− %   | Antal            | +−               |
| -------------------- | ------------------------ | ------------------ | ------ | ------ | ---------------- | ---------------- |
|                      | Socialdemokraterna       | 1 982 703          | 37,3   | +2,2   | 5 155            | +206             |
|                      | Moderata samlingspartiet | 932 621            | 17,5   | -4,8   | 2 059            | -529             |
|                      | Folkpartiet liberalerna  | 609 411            | 11,4   | +5,5   | 1 259            | +552             |
|                      | Centerpartiet            | 458 274            | 8,6    | +0,4   | 1 689            | +121             |
|                      | Vänsterpartiet           | 437 788            | 8,2    | -2,0   | 1 045            | -292             |
|                      | Kristdemokraterna        | 376 657            | 7,0    | -0,9   | 1 013            | -56              |
|                      | Miljöpartiet de Gröna    | 227 189            | 4,2    | -0,5   | 443              | -116             |
|                      | Övriga partier           | 288 628            | 5,4    | —      | 611              | —                |
| Antal giltiga röster | Antal giltiga röster     | 5 313 271          | 100,0  |        | 13 274           | -114             |
| Ogiltiga röster      | Ogiltiga röster          | 96 830             |        |        |                  |                  |
| Totalt               | Totalt                   | 5 410 101 (77,9 %) |        |        |                  |                  |

### Övriga partier
(Som fick mandat i flera kommuner)
- SPI Välfärden, 73 platser
- Sverigedemokraterna, 49 platser
- Norrbottens sjukvårdsparti, 27 platser
- Sjöbopartiet, 13 platser
- Kommunistiska partiet, 11 platser
- Ölandspartiet, 6 platser
- Rättvisepartiet Socialisterna, 5 platser
- Sveriges kommunistiska parti, 5 platser
- Nationaldemokraterna, 4 platser
- Skånepartiet, 3 platser

### Kartor
| Majoritetsförhållanden i kommunfullmäktige | Majoritetsförhållanden i kommunfullmäktige | Kommunstyren                                           | Kommunstyren                                           |
| 1998 | 2002 | 1998                                                   | 2002                                                   |
| --- | --- | ------------------------------------------------------ | ------------------------------------------------------ |
| | |                                                        |                                                        |
| S+V+MP i absolut majoritet S+V+MP i relativ majoritet M+C+FP+KD i absolut majoritet M+C+FP+KD i relativ majoritet Jämnt mellan blocken Tredje parti i relativ majoritet | S+V+MP i absolut majoritet S+V+MP i relativ majoritet M+C+FP+KD i absolut majoritet M+C+FP+KD i relativ majoritet Jämnt mellan blocken Tredje parti i relativ majoritet | Vänsterstyre Borgerligt styre Blocköverskridande styre | Vänsterstyre Borgerligt styre Blocköverskridande styre |